# Arroyo de las Cañitas (Salto)
El arroyo de las Cañitas es un curso de agua uruguayo que atraviesa el departamento de  Salto perteneciente a la cuenca hidrográfica del Río de la Plata.
Nace en la Cuchilla del Arbolito y desemboca en el arroyo Arerunguá.